# Storisrael

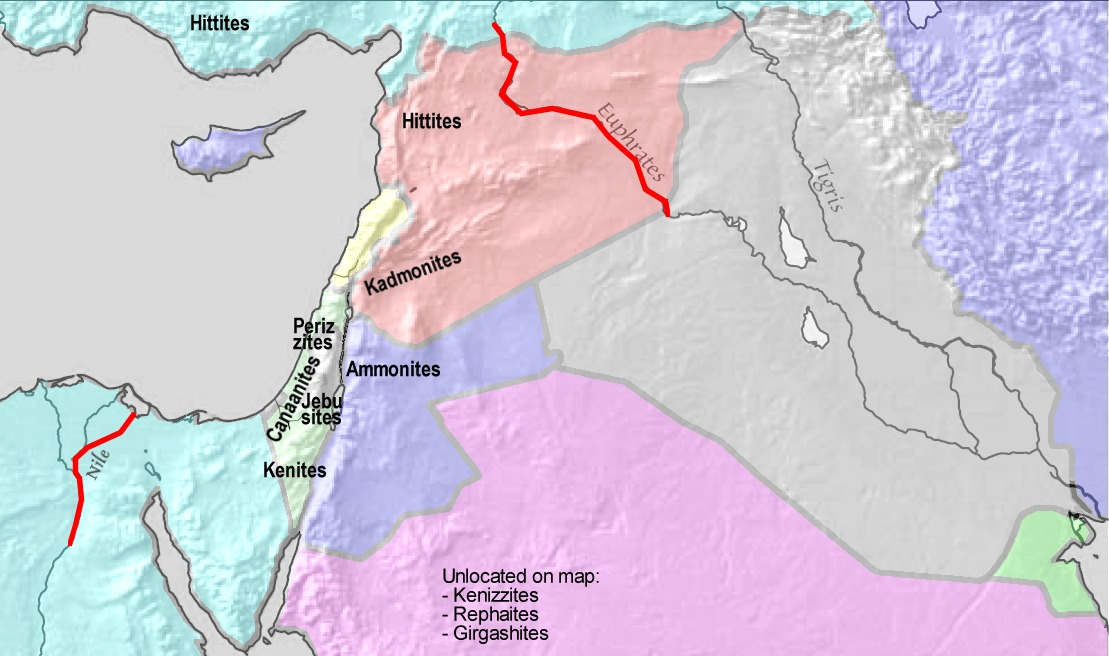
Gränserna för Israels land, såsom de definieras i Första Moseboken 15:18–21.

Storisrael (hebreiska: ארץ ישראל השלמה, Erets Yisrael Hashlema) är en term med flera olika bibliska och politiska betydelser över tiden. Den används ofta irredentistiskt för att hänvisa till Israels historiska eller önskade gränser.
Den vanligaste definitionen av landet som omfattas av termen är för närvarande staten Israels erkända territorium i kombination med de israeliska ockuperade territorierna. Historiskt definierade revisionistiska sionister Storisrael som Brittiska Palestinamandatets territorium (med eller utan Transjordanien, som utvecklades självständigt efter 1923). Religiös användning av termen förekommer i en av de bibliska definitionerna av Israels land i Första Moseboken 15:18–21, Femte Moseboken 11:24, Femte Moseboken 1:7, Fjärde Moseboken 34:1–15 eller Hesekiel 47:13–20.